# Pamphylie

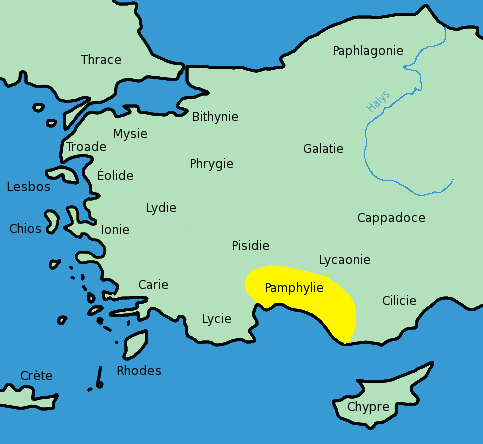
La Pamphylie dans l'Anatolie antique.

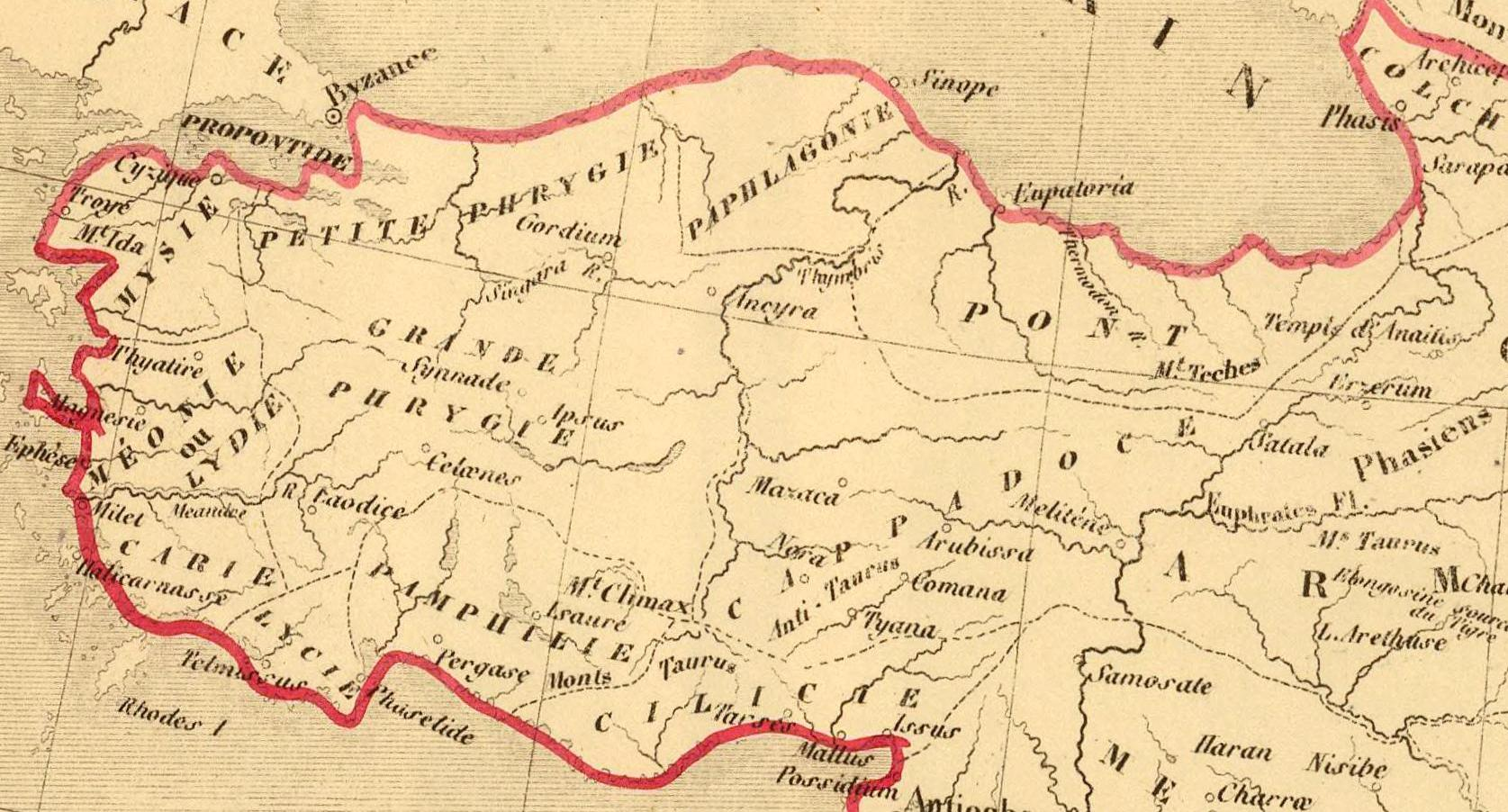
L'Asie Mineure au temps des Diadoques.

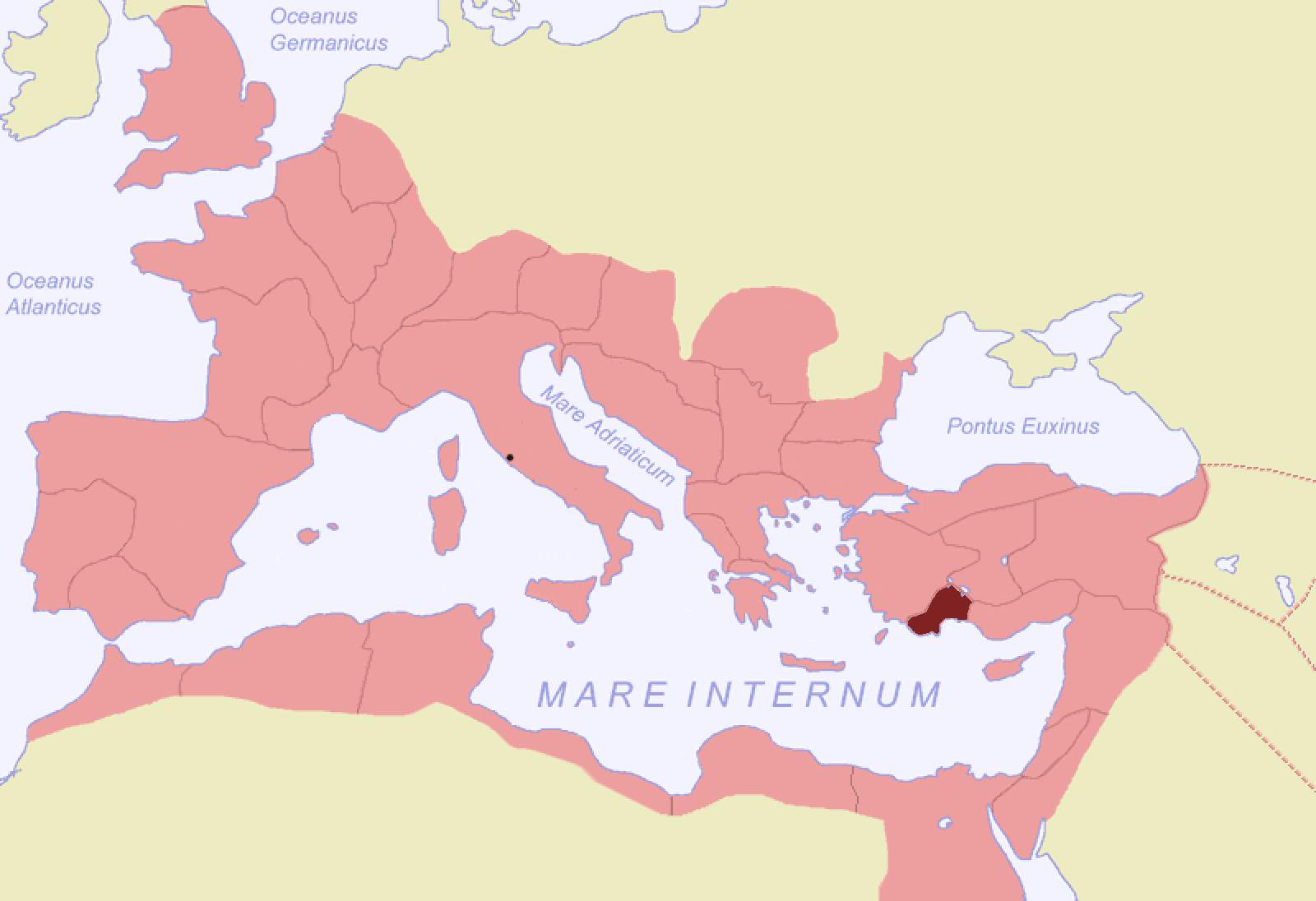
La Pamphylie (occidentale) et la Lycie forment sous Claude une province de l'Empire romain.

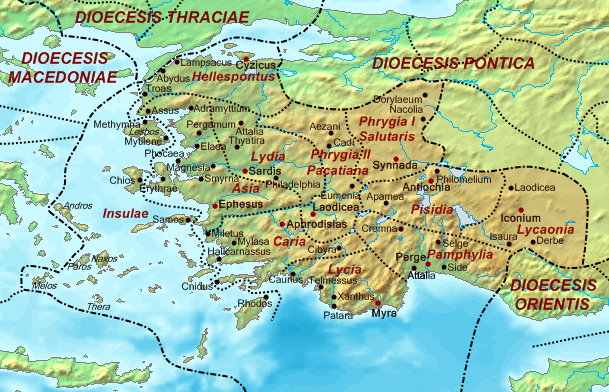
Diocèse d'Asie vers 400.

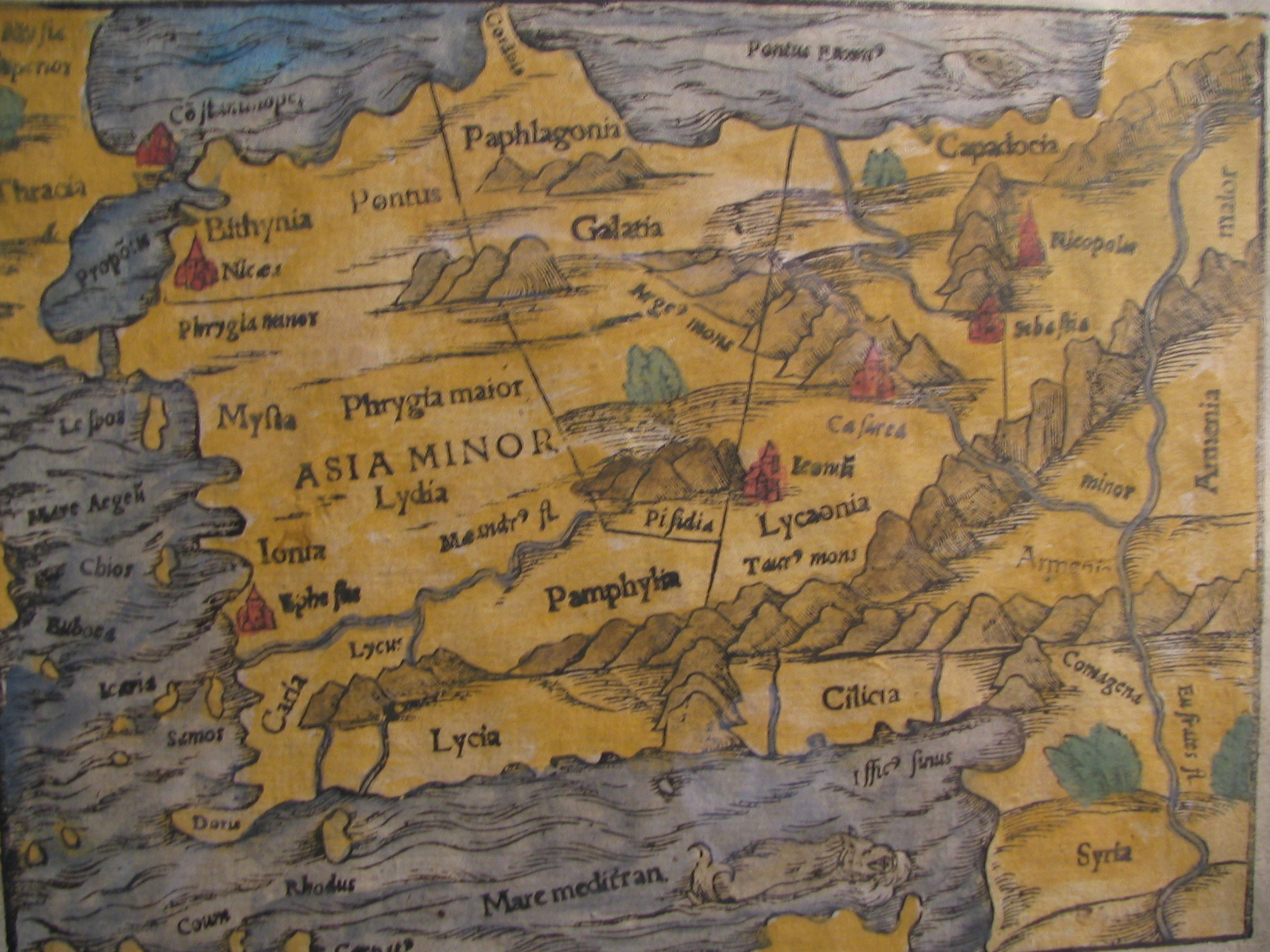
Carte du 15ème s.

La Pamphylie est le nom donné dans l'Antiquité à une région historique du sud de l'Asie mineure située entre la Lycie à l'ouest, la Cilicie à l'est, la Pisidie et la Lycaonie au nord et la mer Méditerranée au sud.

## Nom
Peut-être par allusion à la diversité des populations anatoliennes, ou peut-être en souvenir de quelque ligue locale, son nom signifie en grec « toutes les tribus » (pan = « toutes », phylia = « rameaux, lignées, tribus »).

## Histoire
Les Grecs fondent des colonies sur la côte tels Aspendos ou Pergé au milieu du XIe siècle av. J.-C., puis les Phéniciens s'établissent à Sidé au VIIe siècle av. J.-C. Devenue province de l'Empire perse achéménide, la Pamphylie est conquise par Alexandre le Grand en 334 av. J.-C. À sa mort, elle est intégrée au royaume séleucide, puis en 188 av. J.-C. à celui de Pergame, qui la lègue aux Romains en 133 av. J.-C. Devenue province romaine, la Pamphylie est partiellement offerte par Marc Antoine au roi Amyntas des Galates (des Celtes établis en Anatolie). À la mort de ce dernier en 24 av. J.-C., elle devient province romaine, et forme sous le règne de Claude une province impériale avec la Lycie. Enfin, sous la réorganisation de Dioclétien, elle est incluse dans le diocèse d'Asie et dans la préfecture d'Orient avec Aspendos comme capitale. 
Sous la domination romaine, la Pamphylie achève de s’helléniser et se christianise au IIIe siècle. Elle fournit à la flotte de l'Empire romain d'Orient des marins et du bois. On y construit un type particulier de navire léger et maniable, les pamphyles, qui servent aussi parfois aux pirates et aux contrebandiers. Au VIIe siècle le pays est intégré au thème des Cibyrrhéotes, qui enrôle des marins (et même pirates) caravisiens (en grec : Καραβισιάνοι) et des guerriers mardaïtes (en grec : Μαρδαἵτες) avant d’être érigé en thème d’Irénople (en grec : Ειρηνούϖολις = Irinoupolis).
Les auteurs antiques citent les noms d'établissements humains remarquables de l'époque : Alara, Andida, Aspendos, Attaleia, Etenna, Hamaxia, Korakesion, Isinda, Kibyra, Kremna, Laertes, Maximianupolis, Lyrbe, Perge, Side, Syllaion, Syedra, Termessos et Trebenna.
En 1071, l’Empire byzantin perd l’Anatolie où se crée le Sultanat seldjoukide de Roum (« des Romains » en turc, c'est-à-dire « des Byzantins »). En 1176 la Pamphylie est partagée : l'ouest, avec la Lycie, est conquis par les Seldjoukides, tandis que l'est est rattaché au royaume arménien de Cilicie. En 1375, à l'époque des beylicats, la Pamphylie échoit au sultanat turc des Karamanides, puis, en 1390, à celui des Ottomans. Petit à petit, la population pamphyle, qui était devenue grecque et orthodoxe durant le premier millénaire de notre ère, devient turque et musulmane au fil des conversions (entre autres, pour ne plus payer le haraç, impôt sur les non-musulmans, et pour ne plus subir le devchirmé, enlèvement des garçons pour le corps des janissaires). Seuls quelques villages de pêcheurs de la côte restent grecs jusqu'en 1923, lorsqu'en application du traité de Lausanne leurs habitants sont expulsés vers la Grèce. La Pamphylie fait aujourd'hui partie des provinces turques (très touristiques jusqu'à la pandémie de Covid-19) d'Antalya, du côté ouest, qui comprend aussi la Lycie, et de Mersin, à l'est.

### Liste (partielle) des gouverneurs romain de Lycie-Pamphylie
- Quintus Servilius Pudens (152)

## Sites
- Attaleia, Attalia, Attalea, Antalya

### côte ouest d'Antalya
- Apollonia de Lycie (en), ouest d'Antalya, près de Kiliçli (Sıçak, Kaş) en sympolitie avec les trois sites suivants
- Isinda de Lycie (en), Aperlae (de), et Simena, près de Belenli, Kaş (en)
- Xanthos, Xanthe (Lycie), près de Kınık, Kaş (en)
- Sillyon, 15 km
- Tlôs
- Termessos

### côte est d'Antalya
- Parha, Perga, Pergé, 17 km est
- Sillion, Serik, 38 km est
- Aspendos, 45 km est
- Sidé de Pamphylie (de), Sidé, 60 km, port de Séleucie de Pamphylie à 15 km
- Etenna (de), près de Manavgat (Antalya)
- Kibyra de Pamphylie (de), 105 km

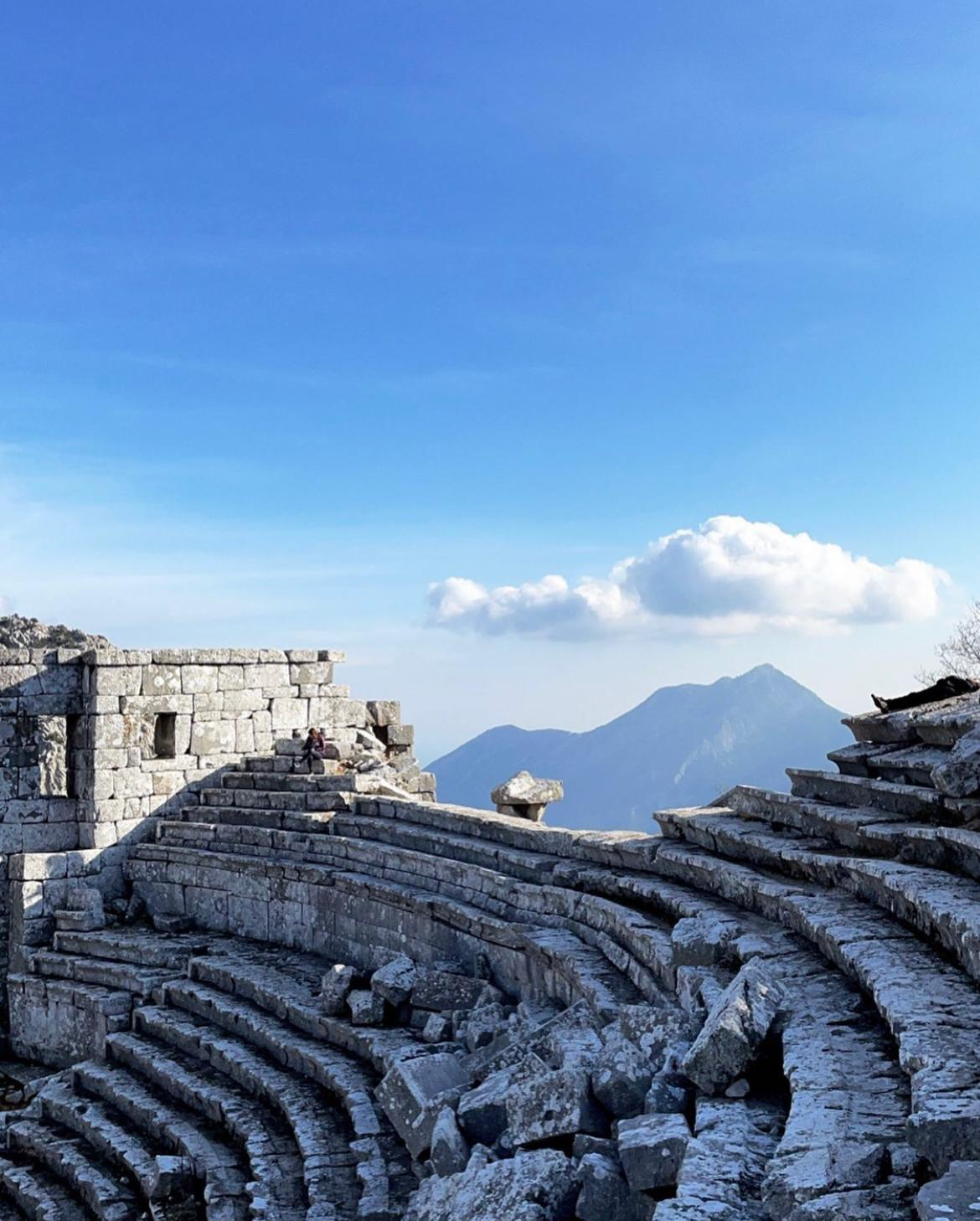
Termessos
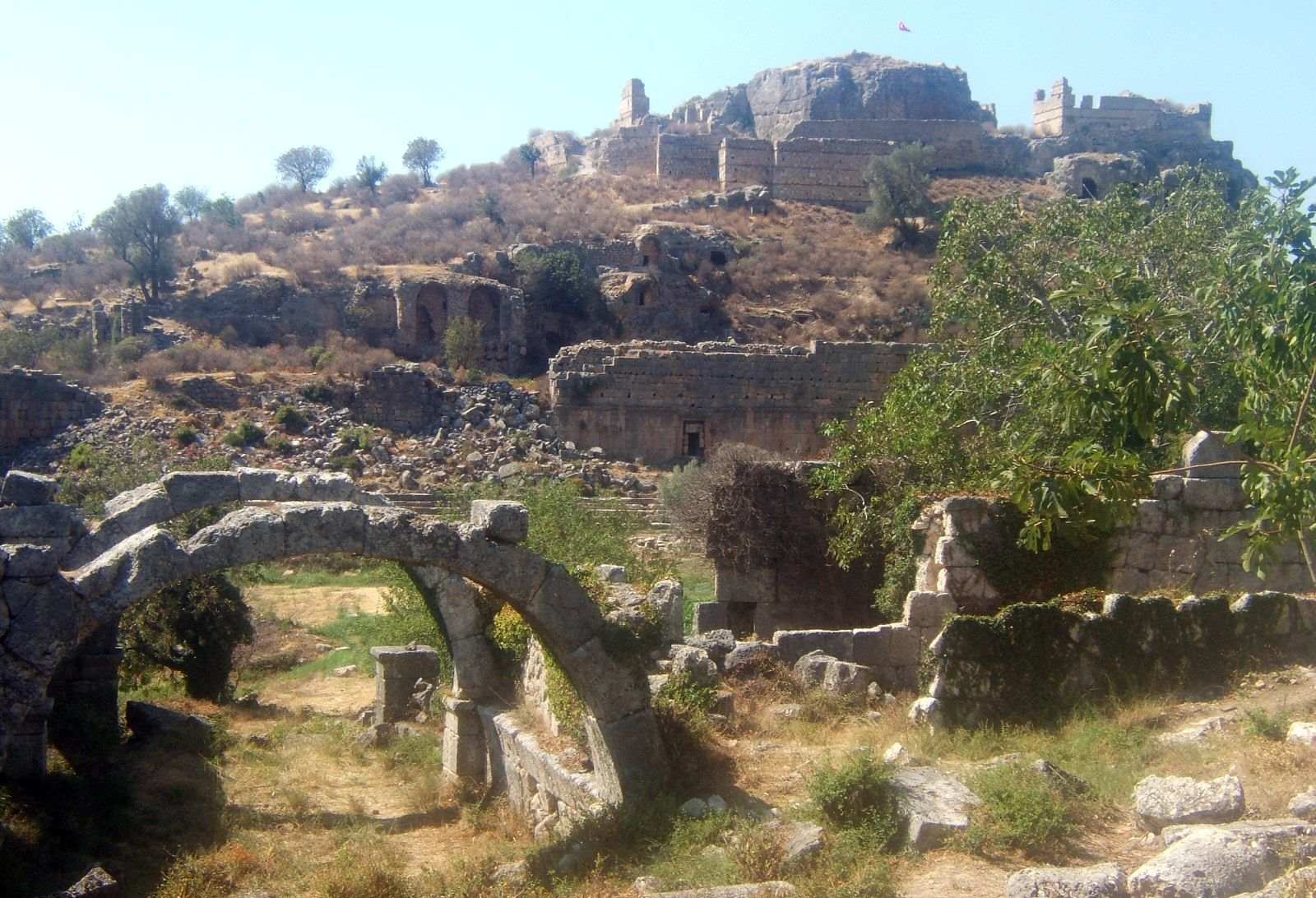
Tlôs
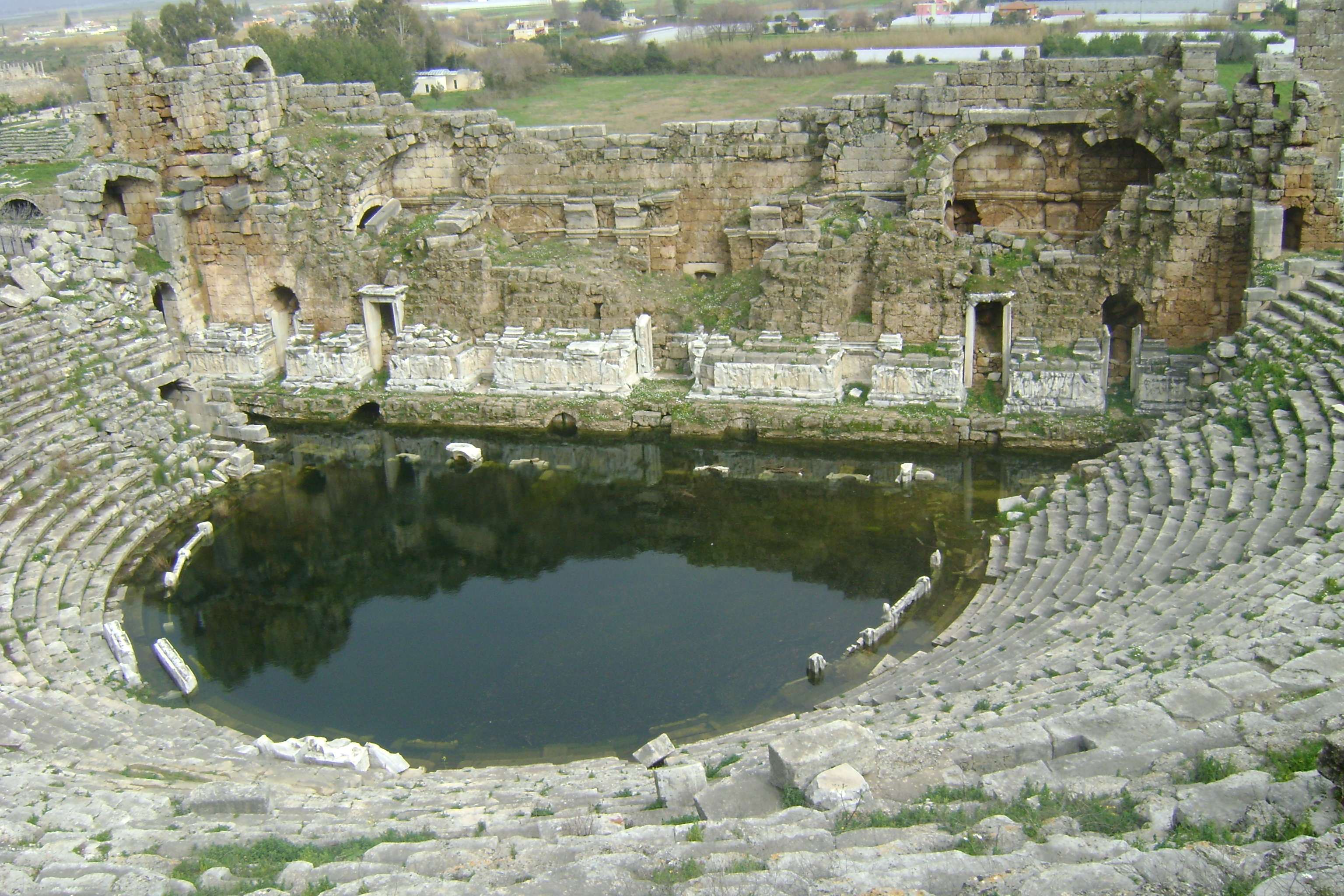
Pergé
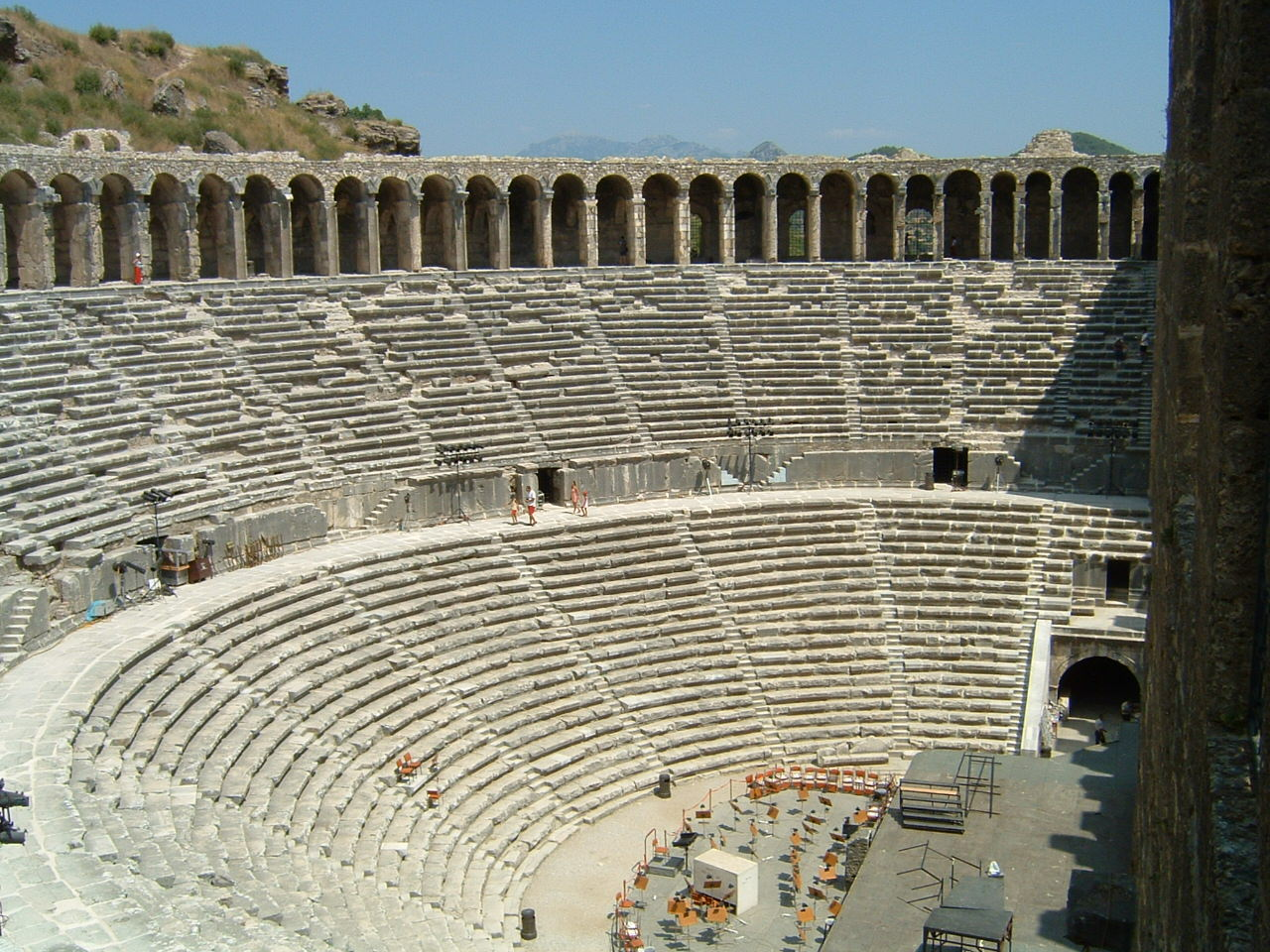
Aspendos

## Sources
- (de) Hans-Erich Stier (dir.): « Westermann Grosser Atlas zur Weltgeschichte », 1985  (ISBN 3-14-100919-8), p. 5, 9, 11, 15, 16, 22, 26, 27, 34, 44, 50, 64, 66, 70 et 103.
- Claude Mutafian et Éric Van Lauwe, « Atlas historique de l'Arménie », Autrement, coll. « Atlas / Mémoires », 2005  (ISBN 978-2746701007), p. 55 à 61.

#### Antiquité préromaine
- Hittites, Louvites, Mycènes, Chypre, Rhodes
- Peuples de la mer, Doriens, Lycie, Cilicie
- Séleucides

#### Antiquité romaine
- Province romaine,
- Gouverneur romain,
- Liste de voies romaines,
- Antiquité tardive,
- Notitia dignitatum,
- Liste des diocèses de l'Empire romain tardif
- Liste des provinces du Bas-Empire
- Sidétique (langue éteinte)
- Pamphylien (dialecte grec)
- Mythe d'Er
- Diodore d'Aspendos
- Apollonios de Perga
- Musée d'Antalya
- Séisme de Lycie en 141 (en)
- Séisme du sud-ouest de l'Anatolie en 262 (en)